# Scaposerixia pubicollis
Scaposerixia pubicollis là một loài bọ cánh cứng trong họ Cerambycidae.